# Puebla de Guzmán
Puebla de Guzmán ist eine spanische Stadt in der Provinz Huelva in der Autonomen Gemeinschaft Andalusien. 2024 hatte die Gemeinde 3.095 Einwohner. Sie befindet sich in der Comarca Andévalo. 

## Geografie
Die Gemeinde grenzt an die Gemeinden El Almendro, Alosno, Cabezas Rubias, El Cerro de Andévalo, Mértola (Portugal), Paymogo und Santa Bárbara de Casa.

## Geschichte
Der heutige Ort entstand im 13. Jahrhundert um eine maurische Festung herum. 1796 wurde er von Karl IV. zu einer Kleinstadt ernannt und diese wurde damit von Niebla unabhängig.

## Sehenswürdigkeiten
- Wallfahrtskapelle Ermita de la Peña
- Kirche Iglesia de Santa Cruz
- Kloster Convento de María Auxiliadora
- Casa de Isabelita